# Gustav Hasselbach (Finanzbeamter)
Gustav Hasselbach (* 2. Februar 1818 in Stettin; † 29. Dezember 1898 in Berlin) war ein deutscher Finanzbeamter.

## Leben
Nach dem Besuch des Gymnasiums in Stettin studierte Gustav Hasselbach an der Rheinischen Friedrich-Wilhelms-Universität Bonn und der Friedrich-Wilhelms-Universität Berlin Rechtswissenschaften. 1836 wurde er Mitglied des Corps Rhenania Bonn. Nach Abschluss des Studiums wurde er 1838 Auskultator, 1840 Gerichtsreferendar, 1841 Regierungsreferendar in Gumbinnen und 1843 Regierungsassessor in Frankfurt (Oder) und Stettin.
Hasselbach wurde 1844 zum Leiter des Hauptzollamtes Demmin und später im Verlauf des Jahres zum Provinzial-Steuerverwalter in Stettin mit Zuständigkeit für die indirekten Steuern ernannt. 1850 wechselte er als Hilfsarbeiter in das Preußische Finanzministerium in Berlin und 1851 als Oberzollinspektor nach Stralsund. 
Als Regierungsrat kehrte Hasselbach 1853 in das Preußische Finanzministerium zurück. 1858 wurde er zum Geheimen Finanzrat und Vortragenden Rat ernannt. 1864 wurde er Geheimer Oberfinanzrat. 1869 erfolgte seine Ernennung zum Bevollmächtigten zum Bundesrat und zum Norddeutschen Bund. 1870 wurde Hasselbach zum Wirklichen Geheimen Oberfinanzrat ernannt und zum Generaldirektor der indirekten Steuern berufen. Die Position hatte er bis zu seiner Pensionierung 1889 inne. 1879 ausgezeichnet mit der Ernennung zum Wirklichen Geheimen Rat und der Verleihung des Titels Exzellenz wurde er 1880 Vorsitzender der Statistischen Zentralkommission.
Hasselbachs Ehefrau war Elisabeth Lübke. Ihre Tochter Anna heiratete 1877 in Berlin den Amtsrat und Rittergutsbesitzer auf Schöneiche bei Berlin Julius Wrede.